# Oed
De oed (Arabisch: عود; ook geschreven als oud of ud, uitspraak: oed) is een peervormig snaarinstrument dat veel gebruikt wordt in muziek uit het Midden-Oosten. Het instrument wordt beschouwd als een voorloper van de luit (el ud werd lute) en valt vooral op omdat het niet gebruikmaakt van fretten. De moderne oed heeft twaalf snaren.
De oed werd vrijwel zeker geïntroduceerd in West-Europa in de achtste eeuw via het Iberisch Schiereiland.
De oudste beelden van een oed zijn van zo'n 5000 jaar geleden uit de Urukperiode.

## Hedendaagse muziek
- Anouar Brahem
- Marcel Khalife
- Mehmet Polat
- Rabih Abou-Khalil